# Allophorocera lapponica
Allophorocera lapponica là một loài ruồi trong họ Tachinidae.